# Шешково
Шешково (на македонска литературна норма: Шешково) е село в Северна Македония, в Община Кавадарци.

## География
Шешково е отдалечено на 20 километра западно от общинския център град Кавадарци. Разположено е на терасите на Шешковското плато на надморска височина от около 600 метри в подножието на Голем и Мал Руен. Край селото е разположена църквата „Света Богородица“. Селският събор е на Малка Богородица.

## История

### Археологически находки
На около 1 километър североизточно от селото в местността Тумба са открити фрагменти от късноантична керамика. Намерени са питоси и гробове от типа циста. На 2 километра югозападно в местността Кищино са открити следи от малко антично селище, като са намерени фрагменти на амфорна керамика и гробове. На 2 километра северозападно е открита средновековна керамика. При устието на река Дреновица в Църна се намира така нареченото Шешковско градище – селище, съществувало от късната праистория до късната античност.

### В Османската империя
Първото споменаване на селото е от 1378 година. В XIX век Шешково е село в Тиквешка каза на Османската империя. Според статистиката на Васил Кънчов („Македония. Етнография и статистика“) от 1900 година Шешково има 350 жители българи християни.
Цялото християнско население на селото е под върховенството на Българската екзархия. По данни на секретаря на екзархията Димитър Мишев („La Macédoine et sa Population Chrétienne“) в 1905 година в Шешково (Chechkovo) има 280 българи екзархисти и работи българско училище.
При избухването на Балканската война в 1912 година двама души от Шешково са доброволци в Македоно-одринското опълчение.

### В Сърбия, Югославия и Република Македония
След Междусъюзническата война в 1913 година селото попада в Сърбия.
В 1920 година Шешково е посочено като християнско село от купен тип с 59 къщи. Главно занимание на жителите му е скотовъдството, а освен това се препитават и с дърварство. От 1961 до 1981 година броят на жителите на селото намалява 5 пъти вследствие миграция към градовете. В 2000 година в селото има три домакинства със 7 жители.
| Година | Домакинства | Население |
| ------ | ----------- | --------- |
| 1921   | 57          | 316       |
| 1931   | 57          | 306       |
| 1948   | 46          | 269       |
| 1953   | 42          | 245       |
| 1961   | 29          | 177       |
| 1971   | 19          | 87        |
| 1981   | 6           | 20        |
| 1991   | 2           | 4         |
| 2000   | 3           | 7         |

## Личности
Родени в Шешково
- Трайко Стоянов, македоно-одрински опълченец, 4 рота на 9 велешка дружина[5]
- Христо Гьорев (Георев, Гиорев, 1890 – ?), македоно-одрински опълченец, 2 рота на 3 солунска дружина[6]